# 耳鬓

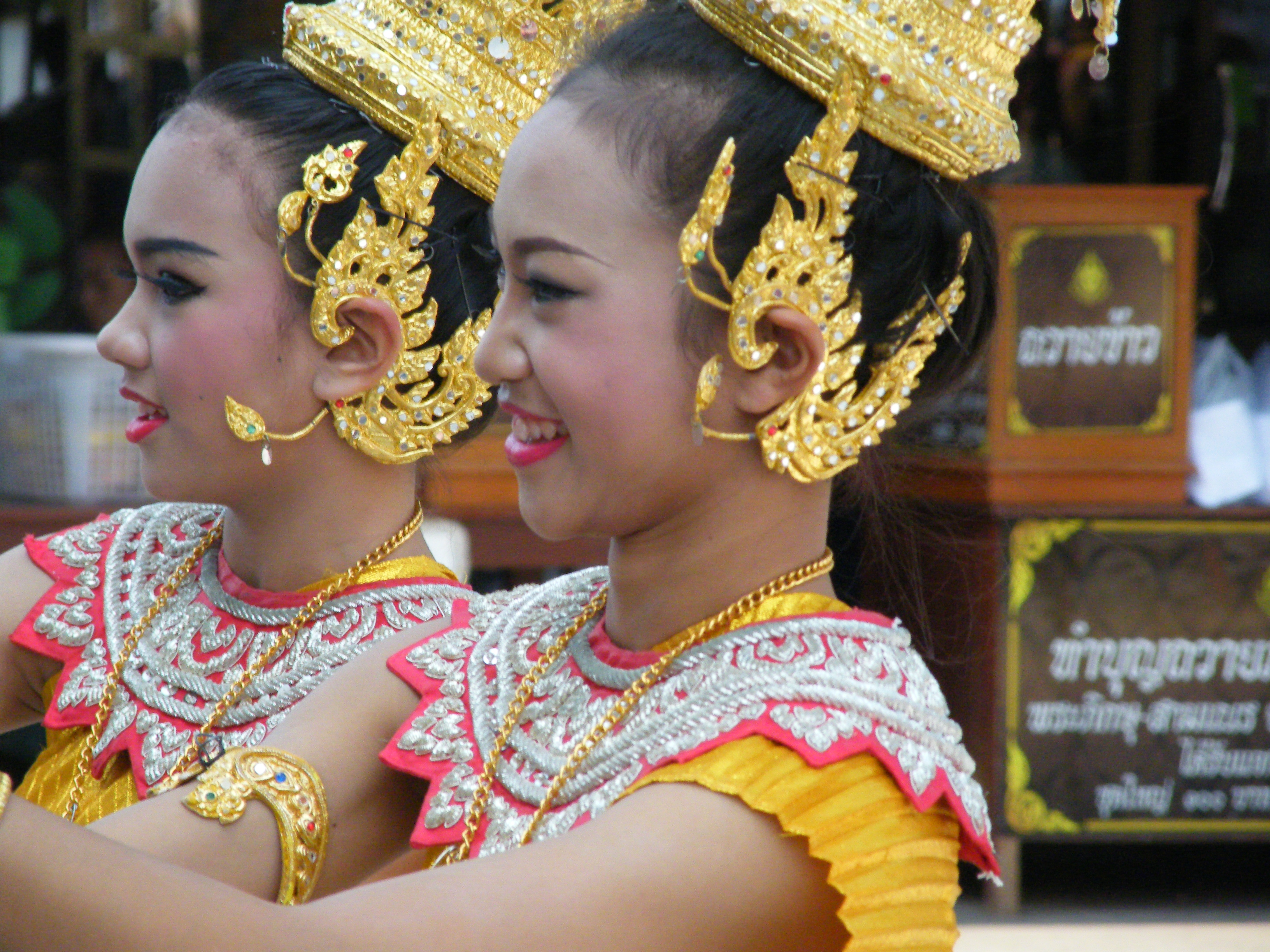
戴着耳鬓的泰国舞者

耳鬓，是一种泰国传统耳饰，类似全耳式耳环，常见于泰式王冠中。它最早出现于12世纪，设计灵感来自大鸟的翅膀。
耳鬓最初是用鲜花制成。根据阿瑜陀耶王国时期绘画中女神的形象，耳边装饰着一束鲜花。在拉达那哥欣王国时期，以龙尾纹作为图案；顶部像一朵花，底部像泰式花环的吊坠部分。此外有各种各样的图案，如：莴苣，树叶，羽衣甘蓝。由其他材料制成的耳鬓比鲜花耐用。

## 图库

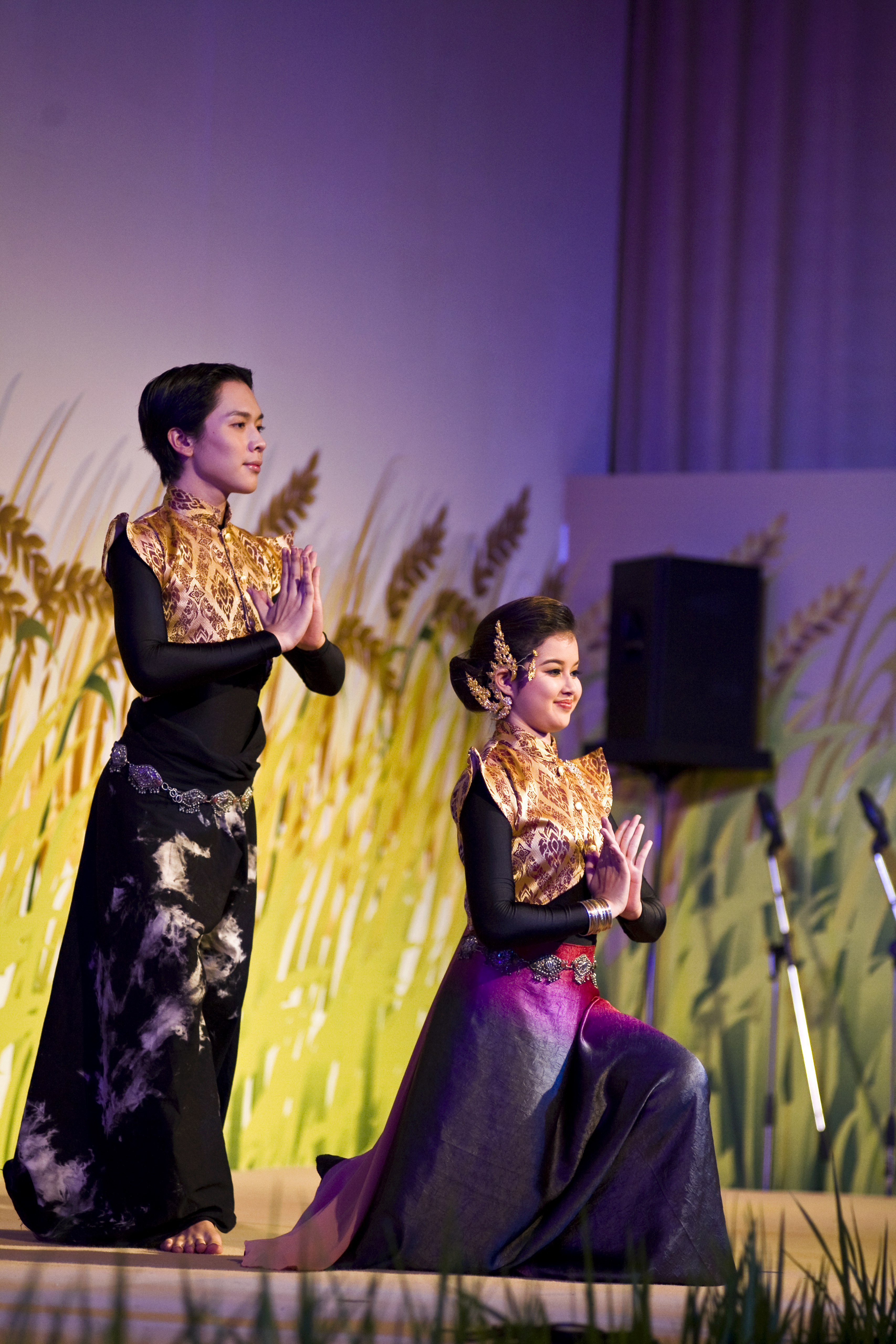
戴耳鬓的泰国舞者
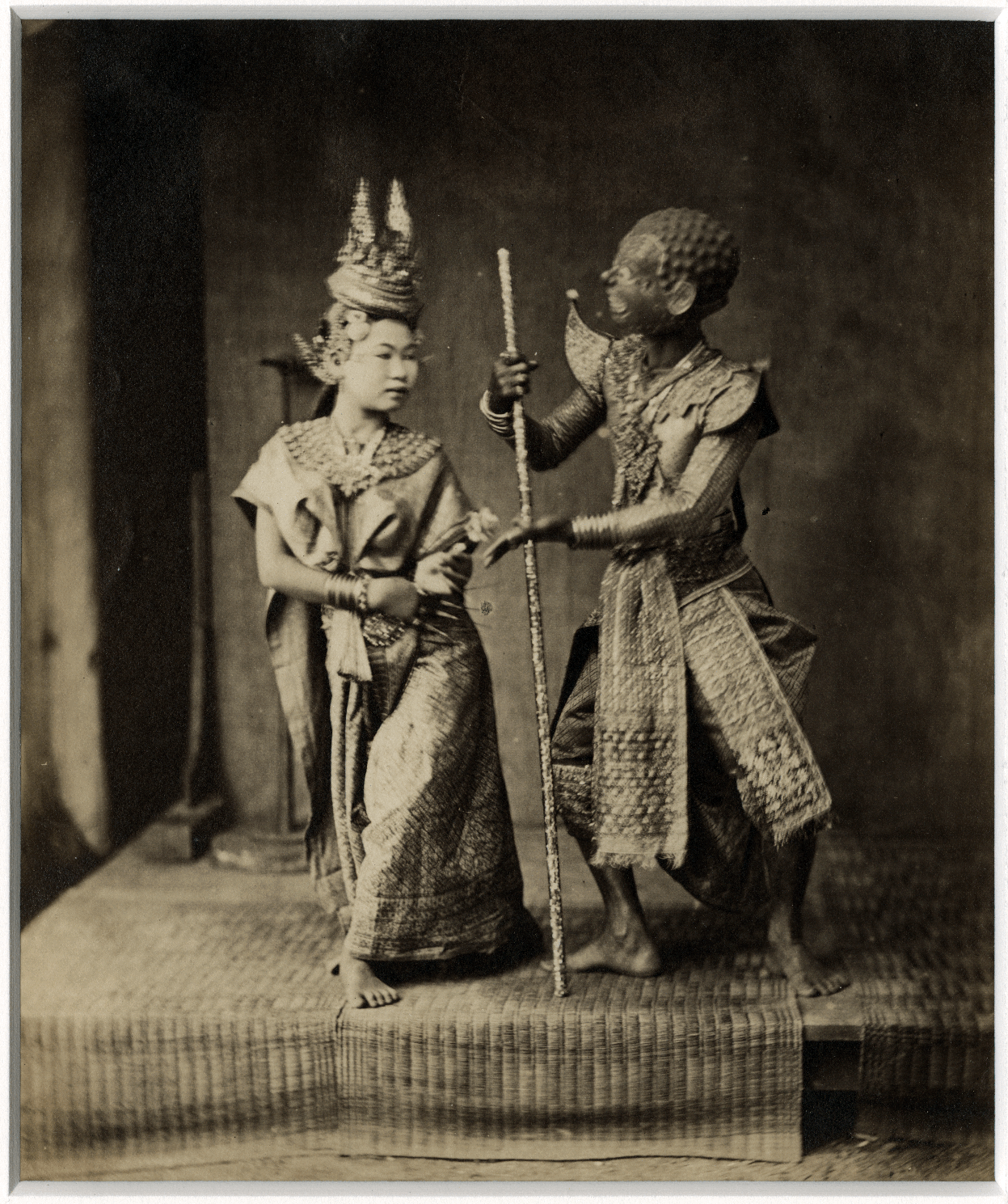
1900年的孔剧表演
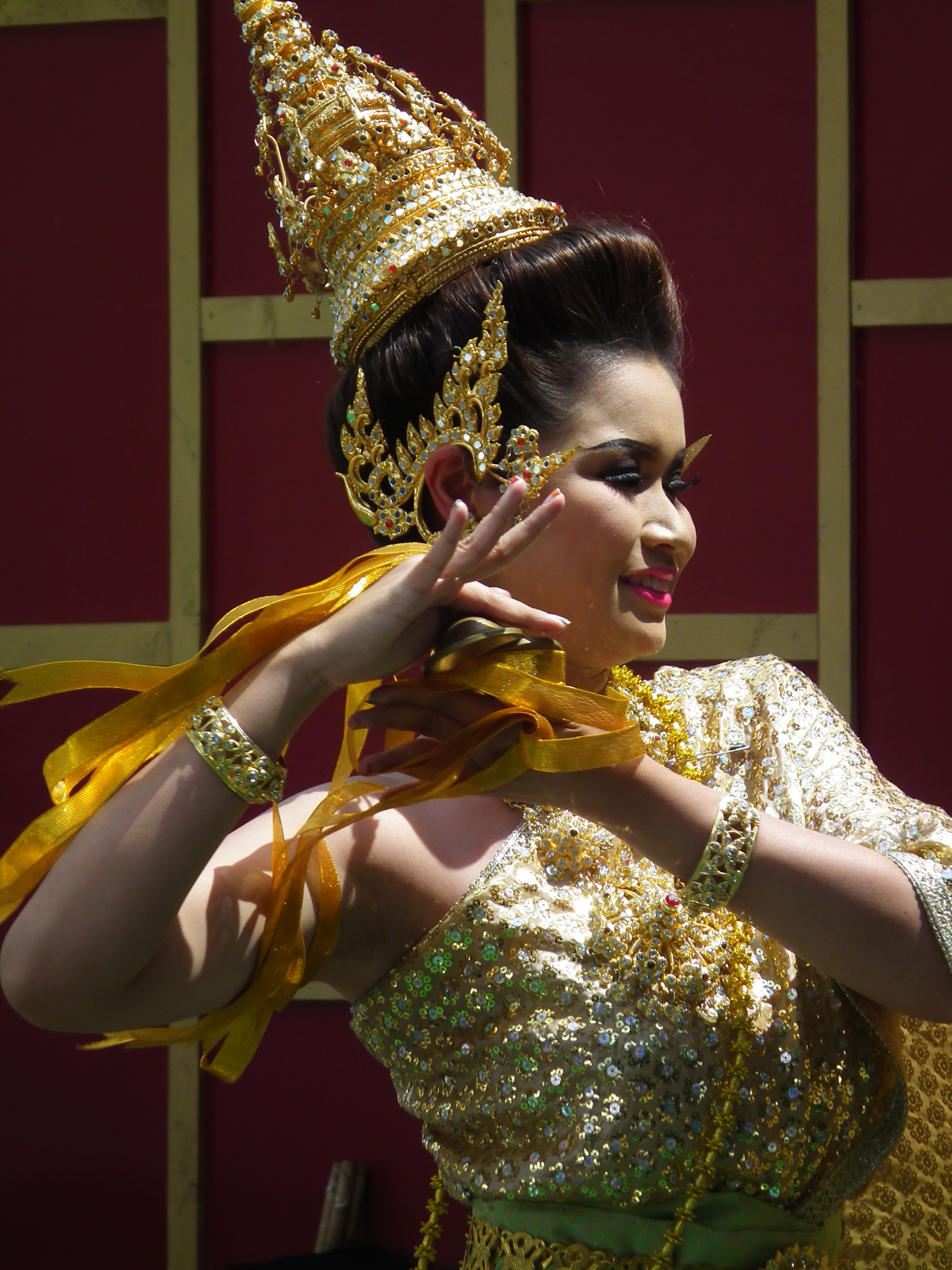
一位戴着耳鬓的舞者
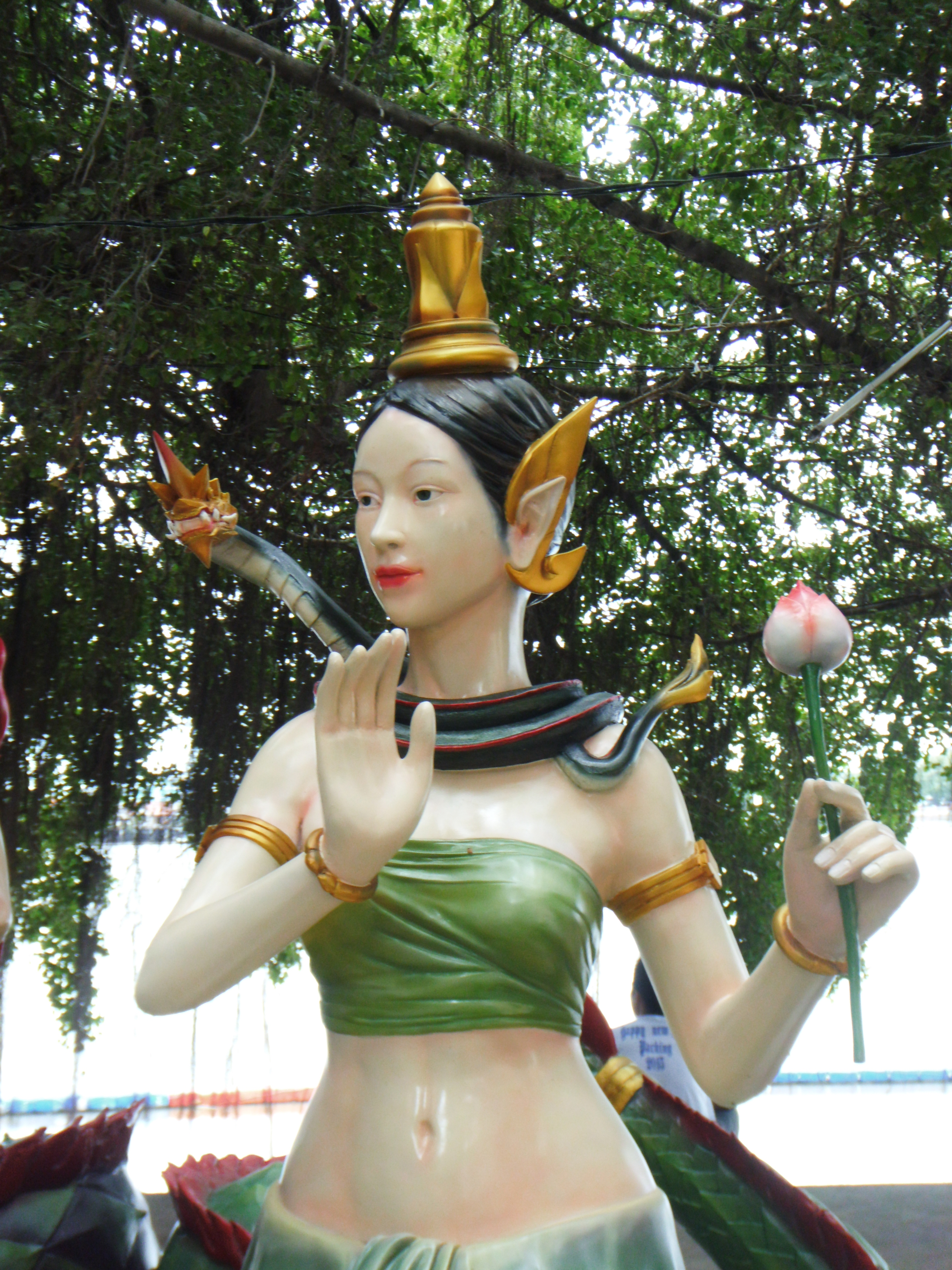
戴耳鬓的龙女雕像
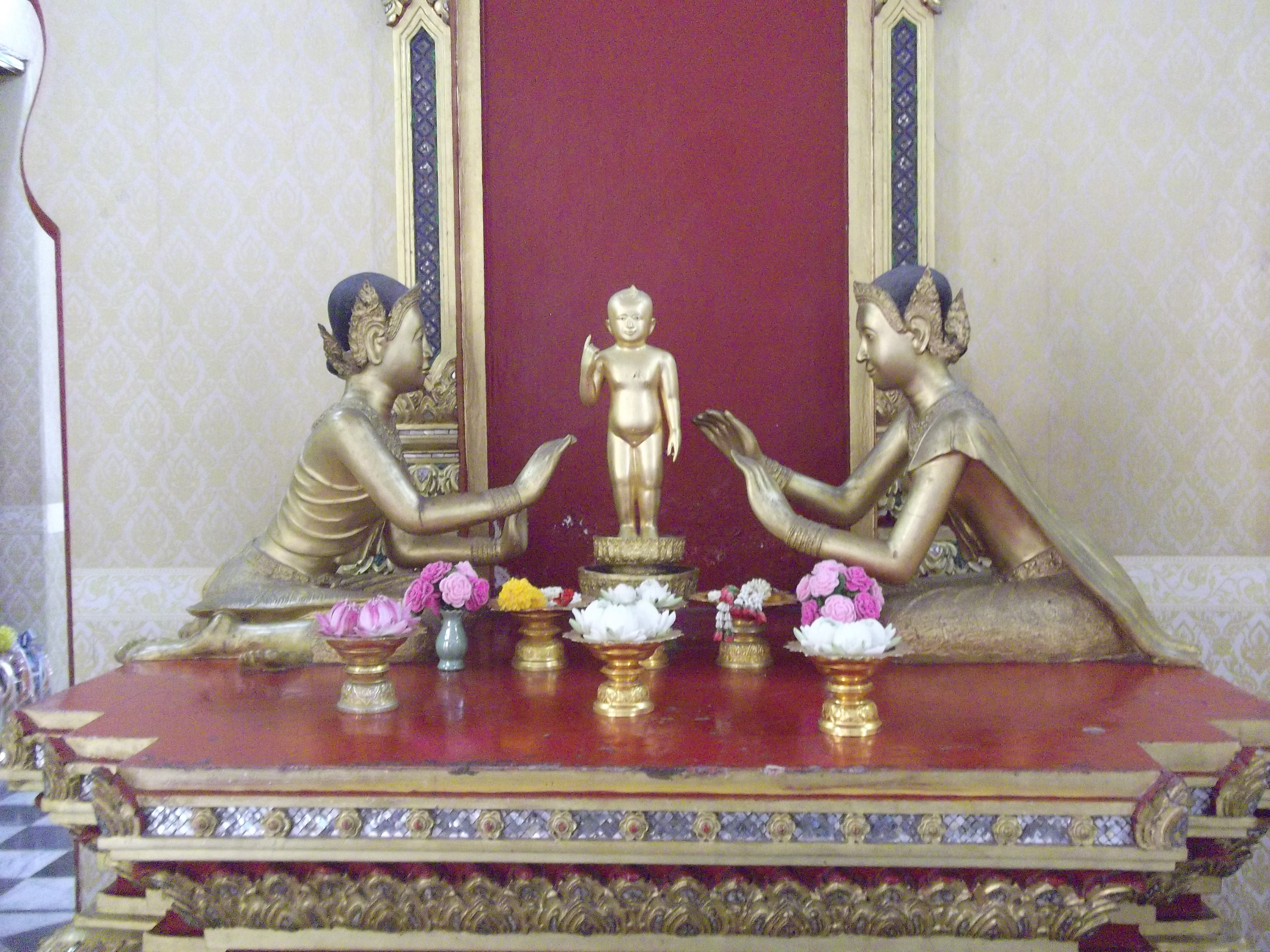
泰国佛统大塔的太子佛雕像，左右侍女也戴着耳鬓